# Miron, Bârzula
Miron de asemenea Mironi (în ucraineană Мирони, transliterat: Mîronî) este un sat în comuna Balta din raionul Bârzula, regiunea Odesa, Ucraina.

## Demografie
Componența lingvistică a comunei Miron
     Ucraineană (90,48%)
     Rusă (8,1%)
     Alte limbi (1,13%)
Conform recensământului din 2001, majoritatea populației comunei Miron era vorbitoare de ucraineană (90,48%), existând în minoritate și vorbitori de rusă (8,1%).

## Personalități
- Grigori Vacar (1901–1937), scriitor și poet-futurist sovietic ucrainean.